# Don't Lie
Singles de The Black Eyed Peas
Don't Phunk with My Heart
(2005) My Humps
(2005)
Don't Lie est une chanson du groupe américain The Black Eyed Peas extraite de l'album Monkey Business. Le titre est sorti en tant que second single de l'album le 20 septembre 2005. La chanson a été écrite par William Adams, Stacy Ferguson, Jaime Gomez, Allan Pineda, Chris Peters, Drew Peters, Ricky Walters, David Payton et produite par will.i.am.

## Classements hebdomadaires
| Classement (2005)                       | Meilleure position |
| --------------------------------------- | ------------------ |
| Allemagne (Media Control AG)            | 12                 |
| Australie (ARIA)                        | 6                  |
| Autriche (Ö3 Austria Top 40)            | 6                  |
| Belgique (Flandre Ultratop 50 Singles)  | 14                 |
| Belgique (Wallonie Ultratop 50 Singles) | 19                 |
| Canada (Hot 100)                        | 26                 |
| Danemark (Tracklisten)                  | 9                  |
| Espagne (PROMUSICAE)                    | 16                 |
| États-Unis (Hot 100)                    | 14                 |
| États-Unis (Pop Airplay)                | 12                 |
| États-Unis (Adult Pop Songs)            | 38                 |
| Europe (Hot 100)                        | 4                  |
| France (SNEP)                           | 7                  |
| Hongrie (Single Top 40)                 | 7                  |
| Irlande (IRMA)                          | 11                 |
| Italie (FIMI)                           | 8                  |
| Nouvelle-Zélande (RMNZ)                 | 5                  |
| Norvège (VG-lista)                      | 7                  |
| Pays-Bas (Single Top 100)               | 7                  |
| Tchéquie (IFPI Rádio)                   | 56                 |
| Royaume-Uni (UK Singles Chart)          | 6                  |
| Royaume-Uni (UK R&B Chart)              | 1                  |
| Suède (Sverigetopplistan)               | 19                 |
| Suisse (Schweizer Hitparade)            | 11                 |

## Certifications
| Pays             | Certification | Unités certifiées |
| ---------------- | ------------- | ----------------- |
| Australie (ARIA) | Or            | 35 000            |